# شینونومه، توکیو

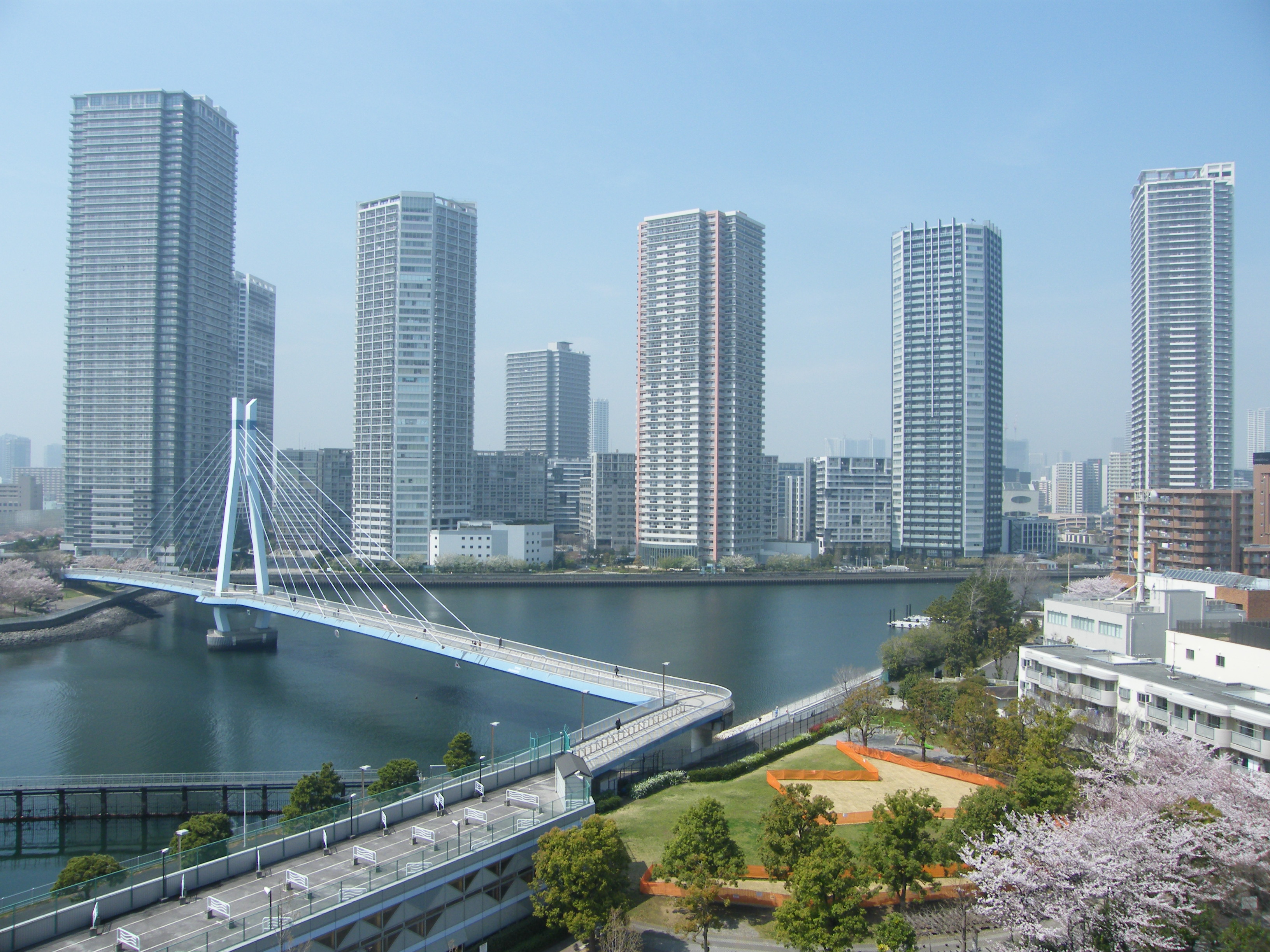

شینونومه، توکیو (به ژاپنی: 東雲 Shinonome)، ناحیه ای در کوتو-کو، توکیو، ژاپن است. آری‌آکه، توکیو در غرب آن قرار دارد و از شمال با یک پل به تویوسو و از شرق با چندین پل به تاتسومی می‌پیوندد. زیرمجموعه‌های آن از ۱۴ عدد چومه تشکیل شده است. این منطقه در جنوب تویوسو واقع شده است، تا حد زیادی یک منطقه مسکونی با تعداد زیادی آپارتمان و مجتمع است.